# 流水线设备
流水线设备是对流水线所有产品的一个总的概述，总的归纳，在流水线设备中最重要的是各流水线品牌的规格、参数和相应的设置。

## 流水线设备的分类
根据流水线的不同作用可以分为不同的类别例如有总装流水线、插件流水线、装配流水线、环型流水线、悬挂流水线、差速链流水线、涂装流水线、板链流水线、皮带流水线、电动工具生产流水线